# ハイライト科学万博
『ハイライト科学万博』（ハイライトかがくばんぱく）は、1985年3月21日 - 9月26日にNHK総合で放送されていた国際科学技術博覧会（つくば科学万博）の情報番組。

## 放送時間
- NHK総合 木曜18:00-18:30

## 放送リスト
| 放送日        | テーマ                                       |
| ------------- | -------------------------------------------- |
| 1985年3月21日 | 飛び出すジャンボ映像                         |
| 1985年3月28日 | 薄型!未来のテレビジョン                      |
| 1985年4月4日  | 迷子ここですテレビ 親切情報をハイテクで      |
| 1985年4月11日 | 脳を見るミクロの探検                         |
| 1985年4月18日 | 浮上!夢の未来交通                            |
| 1985年4月25日 | 体験!ふしぎ空間の旅                          |
| 1985年5月2日  | 未来派ロボット大集合〜ロボットたちと遊ぼう〜 |
| 1985年5月9日  | 超人名人ロボット競演                         |
| 1985年5月16日 | スポーツ天才の秘密                           |
| 1985年5月23日 | 夢のニューメディア自動車                     |
| 1985年5月30日 | くっきりはっきり映像                         |
| 1985年6月6日  | キーを押せば相談OK                           |
| 1985年6月13日 | 画面で世界と話そう                           |
| 1985年6月20日 | 21世紀のマイハウス                           |
| 1985年6月27日 | 電子映像で宇宙探検                           |
| 1985年7月4日  | ふしぎ!鉄の変身                              |
| 1985年7月11日 | バイオ技術ってなに?                          |
| 1985年7月18日 | 踊れ!ハイテク噴水                            |
| 1985年7月25日 | 拝見!未来派エネルギー                        |
| 1985年8月1日  | ハテナ?不思議!何故?楽しもう発見の旅          |
| 1985年8月8日  | 気分は鳥の目・虫の目                         |
| 1985年8月15日 | 音と遊ぼう                                   |
| 1985年8月22日 | 発進!君を宇宙へ                              |
| 1985年8月29日 | マイクロマウス世界大会                       |
| 1985年9月5日  | 夢のハイテク新素材                           |
| 1985年9月12日 | 東洋の石造技術                               |
| 1985年9月19日 | 人間・居住・環境                             |
| 1985年9月26日 | 総集編                                       |

## 関連番組
- EXPOスクランブル